# Nemophila pulchella
Nemophila pulchella är en strävbladig växtart som beskrevs av Alice Eastwood. Nemophila pulchella ingår i släktet kärleksblomstersläktet, och familjen strävbladiga växter.

## Underarter
Arten delas in i följande underarter:
- N. p. fremontii
- N. p. gracilis